# Squadra bosniaca di Fed Cup
La squadra bosniaca di Fed Cup rappresenta la Bosnia ed Erzegovina nella Fed Cup, ed è posta sotto l'egida della Associazione Tennis della Bosnia ed Erzegovina.
Essa partecipa alla competizione dal 1997 a seguito della divisione della Jugoslavia nel 1992. Non ha mai superato la fase zonale.
Le bosniache hanno ottenuto la promozione nel gruppo I della zona Euro-Africana nell'edizione del 2011.

## Organico 2012
Aggiornato ai match del Gruppo I della zona Europa/Africa (1º-4 febbraio 2012). Fra parentesi il ranking della giocatrice nel momento della disputa degli incontri.
- Jasmina Tinjić (WTA #313 - doppio #594)
- Mervana Jugić-Salkić (WTA #338 - doppio #93)
- Anita Husarić (WTA #1207 - doppio #921)
- Jelena Stanivuk (WTA #)

## Ranking ITF
- Il prossimo aggiornamento del ranking è previsto per il mese di aprile 2012.

| Bosnia ed Erzegovina nel Ranking ITF (aggiornata al 6 febbraio 2012) |                      |         |                          |
| Pos                                                                  | Squadra              | Punti   | Gruppo                   |
| 39                                                                   | Bulgaria             | 1002.50 | Gruppo I - Europa/Africa |
| 40                                                                   | Croazia              | 962.50  | Gruppo I - Europa/Africa |
| 41                                                                   | Venezuela            | 944.25  | Gruppo I - Americhe      |
| 42                                                                   | Bosnia ed Erzegovina | 851.50  | Gruppo I - Europa/Africa |
| 43                                                                   | Uzbekistan           | 820.00  | Gruppo I - Asia/Oceania  |
| 44                                                                   | Bahamas              | 740.50  | Gruppo I - Americhe      |
| 45                                                                   | India                | 703.00  | Gruppo II - Asia/Oceania |